# Ommatius ornatus
Ommatius ornatus är en tvåvingeart som beskrevs av Scarbrough, Marasci och Hill 2003. Ommatius ornatus ingår i släktet Ommatius och familjen rovflugor.
Artens utbredningsområde är Kamerun. Inga underarter finns listade i Catalogue of Life.